# セネガルショウビン
セネガルショウビン（学名：Halcyon senegalensis）は、ブッポウソウ目カワセミ科に分類される鳥類の一種。

## 形態
全長は20～23cmほど。

## 分布
アフリカ